# Corollospora intermedia
Corollospora intermedia är en svampart som beskrevs av E.B.G. Jones 1970. Corollospora intermedia ingår i släktet Corollospora och familjen Halosphaeriaceae.   Inga underarter finns listade i Catalogue of Life.